# 快傑ズバット
『快傑ズバット』（かいけつズバット）は、1977年2月2日から9月28日まで、東京12チャンネルで毎週水曜19:30 - 20:00（JST）に全32話が放送された、東映制作の特撮テレビドラマ、および作中に登場する変身ヒーローの名称。「怪傑ズバット」は誤記。

## 概要
本作品は、元々は前年より放送されていた『超神ビビューン』（NETテレビ）の後番組として企画されていたが、同時期に東京12チャンネルにて放送されていた『忍者キャプター』が打ち切りとなったため、その後番組へ変更された。『ビビューン』の後番組にはテレビアニメ『氷河戦士ガイスラッガー』（テレビ朝日系列、東映・東映エージエンシー制作）が充てられた。
脚本の殆どを執筆した長坂秀佳の独特の世界観、主人公の早川健を演じる宮内洋の独特の台詞回しと軟硬自在の演技などで数々の特撮ヒーロー番組の中で高い人気がある。宮内は本作品の終了後、同時期に放送中であった『ジャッカー電撃隊』（テレビ朝日系列）のテコ入れ策として、番場壮吉 / ビッグワン役でレギュラー出演するが、役作りの上で早川健のテンションを引き継いだ誇張した芝居が大きく影響したせいか、主役の4人が手下同然に見えてしまうような状態だったという。
メインライターの長坂は全32話中、30話を執筆している。2話分（第7話と第12話）を他の脚本家に任せたのは「1年続くと思っていたので、一人では全部書けないと思ったから」と理由を明かしている。しかし作風の違いが目立ったため、残りは自分で書くことになった。結局は32話で終了したため「そうなると最初から分かっていれば、全部自分で書いた」とも語っている。

### 企画
本作品の企画や世界観を語る上で、小林旭主演の日活映画「渡り鳥シリーズ」が参考とされ、大きく影響していることが知られている。本作品の企画を立ち上げた鈴木武幸は松竹大谷図書館に通って「渡り鳥シリーズ」の台本を読むなどしたが、多忙のため、第1話と第2話のホン直しの時点で降板となった。一方でメインライターを務めた長坂秀佳は日活の「渡り鳥シリーズ」をほとんど観たことがなく、「人に聞いた大体の雰囲気で書いた」と語っている。
最初の企画書のタイトルは放送作品と同一であるが、「視聴者参加・スーパーヒーロー多次元ドラマ」となっており、視聴者のアイディアをもとにドラマを作る試みが考えられていた。早川健の名前は「高見沢冬彦」となっており、宇宙から来た地球監視員で大邸宅の御曹司という設定となっていた。番組放送開始直前の『テレビマガジン』1976年12月号では、「大募集!　きみがつくる新ヒーロー」のタイトルで、複数のヒーローデザインと乗物および名前を掲載し、読者投票で正式デザインを採用するイベントも行われている。
その後は『探偵ズバット』と書かれた企画書を経て、放送内容と近い企画書が書かれた。ただし、設定の細部および登場人物の名前は異なっている。

### 高視聴率と早期終了
東京12チャンネルが当時 制作に関わったアニメ・特撮作品の中で高視聴率をマークしたのが本作品で、1977年3月9日放送分の第6話は15.5%を記録した。制作側は1年続けるつもりでいたが、関連玩具が売れ行き不振のため、ズバッカーなどの戦闘シーンを増やすように要求するも「自分はドラマを書きたい」として脚本の長坂が全く聞き入れず、提供スポンサーのタカトクは降板。これに伴い、本作品は3クール弱の全32話で打ち切りになった。脚本の長坂秀佳は番組終了をいきなり聞かされたために理由を尋ねたところ、「数字が良すぎて終わる」と言われたという。実際、番組の人気は制作側が設定していた年齢層より上の年代である大学生が中心で、それがキャラクター商品の不振の一因ともなった。当時の東京12チャンネルは系列局がなく（中京、近畿では独立UHF放送局がその代わりをしていた）、リアルタイムで観られなかった地域も存在した（北海道地区など）。
この様に早期終了となった本作品は後に1時間枠での再開を図っていたとされる。

## あらすじ
科学者の飛鳥五郎は、妹の勤める幼稚園へ地域掌握のため現れた暴力団・地獄組と対峙、命を狙われることとなる。しかしそこに妙な風来坊が現れた。その男は飛鳥の子供のころからの親友であり、何をやっても日本一の私立探偵・早川健。地獄組の用心棒を追い払い、親友との再会に喜ぶ早川だったが、幼稚園バスに爆弾が仕掛けられているのを発見。園児たちを無事に避難させ、飛鳥は独りバスを安全な所まで運ぶが爆発で重傷を負ってしまう。
さらに姿なき敵の魔手は飛鳥の入院先の病院にまで伸び、再び爆発が起きる。混乱の中、飛鳥は何者かの銃撃により蜂の巣にされてしまい、早川の腕の中で息を引き取った。
早川は飛鳥の残した設計図を頼りに、開発途中の宇宙探検用強化服「ズバットスーツ」、そして飛行能力を備えたスーパーカー「ズバッカー」を自力で完成させ、地獄組組長・地獄竜を倒す。しかし地獄竜は、飛鳥を殺したのは自分ではないと言う。
では一体誰が? 友を殺した真犯人を突き止めるため、早川の復讐の旅が始まった。

## 基本的なエピソードの展開
1. 放浪する早川の行く手を、悪の組織ダッカーの各地域のボスとその手先である用心棒が阻む。用心棒は何らかの特技（早撃ち、居合、釣り、吹き矢、料理など）を持っており、自分がその分野で一番であると自負している。早川は「○○の達人、××[注釈 4]。ただし!その腕前は日本じゃあ二番目だ[注釈 5]。」と言って用心棒を挑発する。「ならば日本一は誰だ!?」との用心棒の問いに、早川はキザな口笛と舌打ち・深く被った帽子の鍔を押し上げる仕種とともに「オレさ」と自身を指差す。それに怒った用心棒は技を披露するが、早川はそれ以上の技を見せつける。それを見た用心棒は早川に敬意、もしくは畏怖を表して一旦退散する場合が多い[注釈 6]。
2. 敵の悪事が進行する一方で早川も捜査を進めて核心に迫るが、反撃を受けて危機に陥り、姿を消す。場合によっては悪の組織が被害者や早川を捕まえて拷問することも多い。
3. すると彼方からズバッカーに乗ったズバットが現れ、用心棒およびボスに決戦を挑む。ズバットスーツの制限時間が迫る中、勝利したズバットはボスを組み伏せ、「飛鳥五郎という男を殺したのは貴様か!?」と問い詰める。第19話以降は「2月2日、飛鳥五郎という男を殺したのは貴様か!?」と問い詰めるようになり、これに対してボス自ら「違う、そのころ俺は○○にいて、××をしていたんだ…」などとアリバイを語って釈明する描写が付与された[19]。ボスが飛鳥五郎殺害犯でないことがわかると、ズバットはボスにズバットアタックをくらわせ、戦闘能力を奪って気絶させる。
4. その後、「この者○○（今回の悪事の内容）犯人!」などと記したカードをボスの傍らに置いて立ち去り、しばらくして警察（東条）が駆けつける。

通常のヒーローものと違い、早川は旅の先々で出会うならず者の特徴は把握しているものの、彼らがダッカーの手先であることや、そのダッカーの存在を全くつかんでいないという、当時のヒーロー特撮作品のパターンとは異なる設定である。ダッカー配下の組織は、ほぼ毎回同じコスチュームの戦闘員が登場するものの（着流しなどの例外あり）、早川がダッカーの存在を認識するのは最終話間近だった。

## 登場人物

### 早川健とその関係者
早川 健（） / 快傑ズバット
黒いウェスタンルックに身を包み、白いギターを背負ったさすらいの私立探偵。正義感が強く、困っている人は見過ごせない人情に厚い男。悪には厳しいが、子供と女性には優しい。バイクや自動車などあらゆる乗り物の操縦技術をマスターしている。武芸百般だけでなくあらゆるスポーツや雑技に通じており、ダッカーの殺し屋用心棒との技比べでも負けたことがない、「何でも日本一」の男。2月2日に殺された親友・飛鳥五郎の仇を探して日本中を旅している。飛鳥が生前に遺した設計図から強化服ズバットスーツと特殊自動車ズバッカーを作り上げ、快傑ズバットを名乗って悪をくじき、弱き人たちを助ける。
非常にキザな男であり、姿を現すときはズバットスーツが収納された白いギターを抱え、飛鳥五郎作の「二人の地平線」を手袋をはめたまま弾き語りで登場する。黒いテンガロンハットに黒いレザーのジャケットとズボン というスタイルが基本であるが、第25話より赤いジャケットに白のベストとズボンが基本スタイルとなる。ただし、第27話の冒頭および最終回のラストでは黒の初期衣装を着用している。
- 『探偵ズバット』時の企画書では「早川探偵事務所」という事務所を構えていた。最終企画書では、元は東南大学研究室助手であり、強化服は自身で開発したという設定とされていた。

飛鳥 みどり（）
飛鳥五郎の妹。年齢18歳。ふたば幼稚園の保母をしていたが、兄が殺された直後はショックから早川を責めてしまうも彼を追いかける。しばしばダッカーによって捕らわれるがその度に早川に助けられ「自分にはもう構わないでくれ」と告げられるが、彼を慕う心からそれでも追い続ける。
- 企画書では富山みどりと記されていた。

寺田 オサム（）
早川を慕う少年。年齢16歳。彼の助手になろうと、みどりと共に後を追う。
- 企画書では寺田修と記されていた。

東条 進吾（）
警視庁八課の課長を務める優秀な刑事。年齢26歳。早川とは大学時代からの友人。ズバットの正体を知る唯一の人物であるが、刑事としてはズバットの暴力行為を黙認するわけにはいかず、友情と職務の板ばさみの状態となっている。悪を憎む心は人一倍強い。それゆえ、第5話のように何も知らずに利用されているだけの少女にまで怒りを向けることもある。白鷺れい子という婚約者がいる。
- 企画書では吉田正一と記されており、警視庁捜査27課、特殊犯罪課課長となっていた。

飛鳥 五郎（）
早川の親友。自称「山登りが好きな貧乏学者」。優れた科学者でズバットスーツやズバッカーも彼が宇宙探検用に設計したもの。2月2日に幼稚園の送迎バスに仕掛けられた爆弾から園児たちを救うも自らは瀕死の重傷を負い、さらには、入院先で再びダッカーの刺客が現れ飛鳥を銃撃、早川に看取られて最期を迎えた。法名は「法雲道五成居士」。墓は伊豆・城ヶ崎海岸に建てられている。最終話にてダッカーの真の支配者・総統Dの正体を知ったために命を狙われたことが判明する。
毎回のオープニング映像、それに早川の回想シーンには、飛鳥が凶弾に倒れる姿がたびたび登場する。
- 企画書では富山太平と記されていた。実際に制作された作品では、第1話で東条と飛鳥は初対面で互いに自己紹介を交わしているが、企画書では早川、東条、飛鳥の三人は少年時代から共通の友人同士であった。

### その他
石森選手（）
第10話に登場。プロ野球チーム「Big hunds」の人気選手。黒やもりに命を狙われるも、すんでのところでズバットに助けられた。
- 演者は原作者の石森章太郎。

鶴間 千代（）
第21話に登場。早川の実の母親。22年前に当時4歳だった健を残して家を出ていた。現在は大物財界人・鶴間勇吉と結婚して娘・冴子を儲けている。夜桜組に狙われた際に健と再会するが、現在の生活を守りたい一心から彼を拒絶してしまう。
鶴間 冴子（）
第21話に登場。鶴間勇吉と千代の娘で早川の異父妹。身代金目当てに夜桜組から狙われる。身を呈して自分たちを守ろうとする早川を兄だと確信するようになる。
白鷺 れい子（）
第24話に登場。東条進吾の婚約者だが、早川は彼女に一目惚れしてしまう。恋人よりも職務を優先する東条の気持ちを確かめるべく彼に会おうとした所を、天山会に狙われる。
皆川 理沙（）
第31話、第32話に登場。飛鳥五郎の恋人。飛鳥の死後、彼の研究を引き継ぎズバットスーツの十倍も強力な特殊合成繊維・シルベールを完成させた。ズバットにシルベール製のスーツを託そうとするが、ダッカーに襲われる。

## 快傑ズバット
早川健がズバットスーツを着用した姿。登場時の口上は「ズバッと参上、ズバッと解決。人呼んでさすらいのヒーロー!快傑ズバット!!」。その口上の後、対峙した相手の罪状を並べたて、「許さん!」と一喝し、戦闘開始する。早川が脱出不能なピンチに陥り、死んだと思われた次の瞬間、飛来するズバッカーの爆音とともにズバットが登場する。ジャンプ力は400メートル、走力はマッハ7。
技
ズバットアタック
ズバットの得意技。身体をひねりながらジャンプし、急降下のキックで相手の戦意を喪失させる。
第1話から第4話までと第6話、第7話ではキックではなく、降下しながら相手を挟み込むようにして技を決めていた。
ムチ
ベルト右腰に備わった赤いムチで、別名はズバット十字剣。ズバットのトレードマークを模したZ型の赤い柄をしており、厚さ20センチの鉄板を切り裂く威力に加え、振り回すだけで敵集団の放つマシンガンの弾丸を全て叩き落とせる。鞭の柄は敵に突き刺すことも可能。
公式設定では、Z剣と書かれているものも存在する。
天地返し
相手を鞭に巻き付けたまま、数度相手を地面に叩きつける。
ズバットスーツ
ジャンプ力：400メートル
飛鳥五郎が設計した宇宙探検用強化スーツが基となっており、普段は早川のギター（飛鳥の形見）の中に収納されている。収納ギミックは、ギターのボディ裏面に付けられた観音開きの扉が開閉する場合と、ボディ裏面全体がネックとの接合部付近を軸にしてボディと平行に回転する場合がある。
スーツの活動時間には5分間という制限がある。残り1分を切るとヘルメットの両耳部分にあるタイマーが警告ブザーを鳴らす。時間切れでスーツは着用者ごと爆発してしまう。タイムリミットまでにヘルメットのマスク・バイザーを開けば爆発はしないが、これは同時にパワーアシスト機能も止まることを意味する。つまり直立しているのがやっとの猛烈な重さになり、全く動きが取れなくなる。“残り50秒”で早川はズバットアタックを振るい、相手を叩きのめす。早川はこのデメリットを解消すべく密かに研究を続けていたが、最後まで未完成であった。ダッカー側にもこのことは知られており、幹部たちはズバットとの戦いを5分以上に引き伸ばそうと苦心する。
設定ではズバットスーツは1000度の高温、零下100度にも耐え、20キロメートル以内の音を聞き分け、怪力を生みガード能力もかなり高いとされている。作中でも、10トンの重量に耐える特殊鋼の鎖を引きちぎる怪力を見せたり、実験で鉄棒でズバットスーツを殴ると鉄棒のほうが折れた。第3話では、敵の拳銃を手で丸めてしまうシーンもある。
- 初期デザインはマントを羽織っており、白を基調としたカラーリングであった。書籍『仮面ライダー映画大全集』では、『仮面ライダー』の初期企画『クロスファイヤー』のデザインを継承していると記述している。

ズバッカー
原子力エンジンが搭載された最高時速350kmのスーパーカー。飛鳥の宇宙開発用車輌の研究・設計図を元に早川が完成させた。後部に大型ファンを搭載する。また運転席のフライト・スイッチをONにすることでボンネットに格納されていた主翼がせり出すと同時にボディ両サイドのブースターが点火し、ジェット推進によって高速飛行も可能。
- 当初は飛行機として設定された。その後、自動車に変更され、決定稿は石ノ森章太郎のラフデザインをもとにスポンサーのタカトクが手を加えた。

## ダッカー
日本中の暴力団やギャング団全てを陰で支配する悪の大組織。警察もその実体を掴んでおらず、早川も物語終盤になるまでその存在を知らずにいた。ダッカーの構成組織のボスはほぼ全員がDのマークを身につけており、銃刀類や車両などの備品はもちろん、戦闘員が着用する帽子やネクタイ、計器類や弾丸にまでDの文字が刻まれている。配下の戦闘員もほぼ同じ黒ずくめの服装で統一されている。当初は首領Lが組織のリーダーと思われていたが、終盤に真の首領・総統Dが姿を現す。
首領L（）
第1話 - 第31話に登場（第27話・第29話を除く）。
ダッカーの首領。武器は大鎌ブーメラン。普段はダッカー本部から配下たちに命令を下している。配下を褒めることは少なく、大抵はその手ぬるさに怒り、鉄拳制裁や机に仕込んでいた飛び道具を使って恫喝し、苛烈な発破をかける。飛鳥の仇ではないかと疑われたが、真の首領である総統Dの手駒に過ぎなかった。竜山丸によって口封じのために殺害される。
天海山三兄弟（）
第31話、第32話に登場。ダッカーの最高幹部である竜天丸・竜海丸・竜山丸の三兄弟。総統Dの用心棒も務め、マシンガンや刀の仕込まれた金剛杖を武器にする。総統Dのことを喋った首領Lを口封じのために処刑し、最終決戦ではシルベール製のスーツをまとってズバットと戦うも三人纏めて敗北する。
神竜 伸介（） / 総統D
第31話、第32話に登場。ダッカーとの最終決戦間近に現れた国際秘密警察の捜査官で、東条とは中学時代からの親友。抜群の記憶力を持っており、変装の名人でもある。
その正体は「人前に姿を現す時はその人間の死ぬ時だ」と言われているダッカーの真の首領。黄金の覆面で素顔を隠している。自身の正体を知った飛鳥五郎を殺害した張本人であり、首領Lをスケープゴートにしてやり過ごそうと画策した。最終決戦では天海山三兄弟と共にシルベール製のスーツをまとい、機関銃を手にズバットと激闘を繰り広げる。作中の演者は「そうとうデー」と発音している。第31話、第32話のシナリオでは総統○と記されていた。

## キャスト

### レギュラー
- 早川健 / 快傑ズバット：宮内洋
- 飛鳥みどり：大城信子
- 寺田オサム：中野宣之
- 東条進吾：斉藤真
- 首領L：はやみ竜次
- ナレーター：青森伸

次回予告では「ズバットの真似は危ないから絶対しないでね」と視聴者への呼びかけがあった。

### 主なゲスト
役名は『快傑ズバット大全』（双葉社・2002年）p35-166に準拠。役者の右の括弧内は登場話数。ダッカー関係のゲストは放送リストを参照。
- 飛鳥五郎：岡崎二朗 (1)
- ダッカー幹部：江藤昭之 (1, 2, 6)
- 彦左：柳谷寛 (2)
- ミチ：香山リカ (2)
- 秋野良子：今井淳子 (2)
- 白峰しずか：大関優子 (3)
- 山根清彦：水村泰三 (3)
- 沢村誠：菅野直行 (4)
- 丘村ミチル：佐久間真由美 (5)
- 香代子：松風はる美 (6)
- 英次：溝口舜亮 (7)
- 大倉：久野四郎 (7)
- 山川新吉：鈴木恒 (8)
- 渚美樹：萩原奈穂美 (8)
- 中根丈太郎：長島隆一 (9)
- 小島竜一：佐野光洋 (10)
- 川口：若尾義昭 (10)
- 石森選手：石森章太郎 (10)
- 山本良介：五藤雅博 (12)
- 山本夕子：田村みどり (12)
- 山浦京介：西塚肇 (13)
- 香城美枝子：谷川みゆき (13)
- 千島美登：遠藤真理子 (14)
- 神田繁樹：立花直樹 (14)
- 大川すえ：新村礼子 (15)
- 大月しほり：大山いづみ (16, 17)
- 橋本刑事：滝川潤 (16, 17)
- 綾小路：相原巨典 (16, 17)
- 露草アンヌ：嶋めぐみ (18)
- 白野紅児：高橋英郎 (18)
- マチ子先生：結城なほ子 (18)
- 八鹿いぶき：遠藤薫 (19)
- 石上新也：寺泉哲章 (19)
- 石上厳：山田禅二 (19)
- 加村令香：毬杏奴 (20)
- 鶴間千代：福田公子 (21)
- 鶴間冴子：斉藤浩子 (21)
- 矢川丈二：武内亨 (22)
- 矢川元：大谷進 (22)
- 大神小雪：大森不二香 (23)
- 大神嵐子：芝村洋子 (23)
- 大神霧子：小野恵子 (23)
- 白鷺れい子：後珠美 (24)
- 吉良崎直也：池田駿介 (25)
- 清水希久子：林美樹 (25)
- 小山内勇治：穂高稔 (26)
- 小山内きよし：長谷川誉 (26)
- 川奈和彦：伴直弥 (28)
- 吉村寿市：西田昭市 (28)
- 剛田：山崎純資 (28)
- 圭子：紺あき子 (28)
- 阿久根：森裕介 (28)
- 岩造：外野村晋 (29)
- レナ：山吹まゆみ (29)
- タケル：藤原哲也 (29)
- ミチ：蝦名由紀子 (29)
- 乙部美樹：有吉ひとみ (30)
- 乙部医師：河合絃司 (30)
- 青山医師：杉田明夫 (30)
- 皆川理沙：松木聖 (31, 32)
- 神竜伸介：矢吹二朗 (31, 32)

### スタント・スーツアクター
- 快傑ズバット：中村裕[43]
- ダッカー団員：湧川吉雄、奥村比呂志、山本太一郎、折田八州男、森島英治、山田茂、矢車武、知久博、佐藤好将[注釈 14]、橋本春彦、内田正之（ビッグアクション）

## スタッフ
- 原作：石森章太郎
- 連載：テレビマガジン、おともだち、たのしい幼稚園、テレビランド、冒険王（第5話 - ）
- 企画：平山亨
- プロデューサー：小野耕人（東映テレビ事業部）、近藤伯雄（東京12チャンネル）
- 脚本：長坂秀佳、滝沢真里、田口成光
- 撮影：いのくままさお、藤本茂
- 美術：森田ふみよし、野本幸男
- 監督：田中秀夫、奥中惇夫、小西通雄、広田茂穂
- 助監督：小笠原猛、辻理、加島忠義
- アクション監督：高橋一俊（ビッグアクション）
- 音楽：京建輔
- 音楽制作：MCS
- キャラクター造形（ノンクレジット）：開米プロダクション[45]
- 特撮：関山和昭（特撮研究所）
- 特撮監督（ノンクレジット）：矢島信男
- 制作：東映、東映エージェンシー

## 音楽
本作品の楽曲は、主題歌・挿入歌も含めてすべて京建輔が作曲した。なお、実際の作品では山下毅雄による『プレイガール』の曲の流用も行われており、それらの曲は『石ノ森章太郎萬画音楽大全7 快傑ズバット オリジナル・サウンドトラック』にも収録されている。
- オープニングテーマ：「地獄のズバット」
  - 作詞：石森章太郎 作曲：京建輔 歌：水木一郎

イントロには薩摩琵琶が使用されている。作曲を手掛けた京建輔はメロディは容易に浮かんだものの、アレンジに難航したため当時小学生だった長男にアイディアを聞いたところ「バビョーンというのがいいのでは」という意見を出したため、それをヒントにして薩摩琵琶での演奏を思いついた[46]。京は、琵琶を連続で鳴らすことを望んでいたが、バチで本体を傷つけてしまうため演奏者の要望により1回ずつの演奏となった[47]。
オープニングのタイトルコールは主演の宮内洋によるものであるが、当初のコールが迫力不足のため、第3話より再アフレコされたものが使用されている[48]。
- エンディングテーマ：「男はひとり道をゆく」
  - 作詞：八手三郎 作曲：京建輔 歌：水木一郎

ミディアムテンポ、カントリー調のエンディング曲。
最終話ではラストシーンの挿入歌として使用され、そのまま2番がエンディングとして使用された。このため、同話のみフルサイズ音源を編集し使用している。
- 挿入歌：「二人の地平線」
  - 作詞：八手三郎 作曲：京建輔 歌：宮内洋

第1話から毎回のように早川が歌ったりギターで演奏したりしており、第10話では飛び入りでバンドとセッションするシーンがある。早川が演奏しているアレンジバージョンは、実際には2本のギターが使用されている。作曲者の京建輔は、「宮内さんはギターが弾けないと聞いていたから、主人公がギターを弾くシーンはないと思っていた」と語っている[49]。初期は京自身がギターを演奏している[47]。作中では飛鳥五郎が作った歌という設定[50]。

## 放送日程
参照：宇宙船SPECIAL 1998, p. 225・ズバット大全 2002, pp. 190–191
- 7月27日に第2話、8月17日に第3話、9月7日に第5話がそれぞれ再放送されている[51]。

| 放送日  | 放送回 | サブタイトル               | ダッカーの下部組織 | 組織のボス                                     | 用心棒                                                               | 技                 | 脚本     | 監督     |
| ------- | ------ | -------------------------- | ------------------ | ---------------------------------------------- | -------------------------------------------------------------------- | ------------------ | -------- | -------- |
| 2月02日 | 1      | さすらいは爆破のあとで     | 地獄組             | 地獄竜 （演：佐藤好将、 声：依田英助）         | ランカーク （演：上野山功一）                                        | 拳銃               | 長坂秀佳 | 田中秀夫 |
| 2月09日 | 2      | 炎の中の渡り鳥             | ブラックハート団   | ブラックスター （演：湯浅洋行、 声：北山年夫） | 風 流之介 （演：天本英世）                                           | 居合               | 長坂秀佳 | 田中秀夫 |
| 2月16日 | 3      | 悲しき純金の天使           | 金バッジ連合       | 金仮面 （演：橋本春彦、 声：島田彰）           | 殺し屋ジョー （演：森裕介）                                          | 投げナイフ         | 長坂秀佳 | 奥中惇夫 |
| 2月23日 | 4      | 涙の敵中突破               | 鬼勘一家           | 鬼の勘三 （演：高杉玄）                        | ワルツ・リー （演：大杉雄太郎）                                      | 拳法               | 長坂秀佳 | 奥中惇夫 |
| 3月02日 | 5      | 花売り少女と白い粉         | 紅バラ連盟         | 紅蜘蛛 （演：中庸介）                          | 必殺ハスラー （演：日高晤郎）                                        | ビリヤード         | 長坂秀佳 | 田中秀夫 |
| 3月09日 | 6      | 海にほえるマシンガン       | 海賊党             | 海賊キッド （演：岩城力也）                    | レッドボワ （演：滝波錦司）                                          | トマホーク         | 長坂秀佳 | 田中秀夫 |
| 3月16日 | 7      | 悪い風だぜ港町             | マイナス団         | 不死身の道斎 （演：関山耕司）                  | グレートコング （演：ミスター珍）                                    | レスリング         | 滝沢真里 | 田中秀夫 |
| 3月23日 | 8      | 哀しみのプロパン爆破       | まむし平和会       | ミッキー蛇山 （演：堺左千夫）                  | 地獄市（演：三夏伸）                                                 | 仕込み杖           | 長坂秀佳 | 奥中惇夫 |
| 3月30日 | 9      | 涙の河を振り返れ           | TTT団              | 鉄の爪 （演：原田君事）                        | 釣師十兵衛 （演：三島新太郎）                                        | 爆弾釣り           | 長坂秀佳 | 田中秀夫 |
| 4月06日 | 10     | 野球の敵を場外へ飛ばせ     | 黒やもり組         | 黒やもり （演：小沢章治）                      | ペット吹きのトミー （演：藤井智憲）                                  | トランペット吹き矢 | 長坂秀佳 | 奥中惇夫 |
| 4月13日 | 11     | 死ぬな友よ! 危機一秒前     | タイガー団         | ゴッドタイガー （演：夏木章）                  | 黒のゴルファー佐丹 （演：守屋俊志）                                  | ゴルフ             | 長坂秀佳 | 田中秀夫 |
| 4月20日 | 12     | 死刑執行10秒前             | 暗闇組             | 暗闇組組長 / 署長 （演：中田博久）             | ブーメランジャック （演：石川敏）                                    | ブーメラン         | 田口成光 | 田中秀夫 |
| 4月27日 | 13     | 少年殺し屋のバラード       | さそり組           | 毒さそり （演：松本敏男）                      | 虚無僧三郎太 （演：中井啓輔）                                        | 尺八ボウガン       | 長坂秀佳 | 小西通雄 |
| 5月04日 | 14     | 白羽の矢 涙の別れ          | 赤耳一家           | 赤耳 （演：藤山浩二）                          | カーペンター甚十郎 （演：加地健太郎）                                | 大工               | 長坂秀佳 | 小西通雄 |
| 5月11日 | 15     | 哀しき母の子守唄           | 狼党               | ウルフガイ （演：金井進二）                    | 駒太夫 （演：佐藤久美子）                                            | 独楽               | 長坂秀佳 | 小西通雄 |
| 5月18日 | 16     | 殺しのぬれぎぬ 哀しみの健  | ナチス連合会       | ナチスジャガー / 大月春彦 （演：倉石功）       | バーテン左京次 （演：菊地太）                                        | ダイス振り         | 長坂秀佳 | 田中秀夫 |
| 5月25日 | 17     | 嘆きの妹 ふたりの健        | ナチス連合会       | ナチスジャガー / 大月春彦 （演：倉石功）       | バーテン左京次 （演：菊地太）                                        | フォーク投げ       | 長坂秀佳 | 田中秀夫 |
| 6月01日 | 18     | 危うし! シャボン玉の恋     | 黒ひげ党           | 黒ひげ / 栗須伸 （演：松川勉）                 | 死神サミー （演：辰馬伸）                                            | アメフト           | 長坂秀佳 | 田中秀夫 |
| 6月08日 | 19     | 悲恋 破られたラブレター    | デビル団           | セントデビル （演：阿藤海、 声：渡部猛）       | レッドフォード （演：横山繁）                                        | 鎖鎌               | 長坂秀佳 | 広田茂穂 |
| 6月15日 | 20     | 女ドラゴン 涙の誓い        | 青十字軍           | 十文字青兵衛 （演：三谷昇）                    | レッドドラゴン （演：川村真樹）                                      | 中国拳法・八卦掌   | 長坂秀佳 | 広田茂穂 |
| 6月22日 | 21     | さらば瞼の母               | 夜桜組             | 夜叉丸 （演：平野稔）                          | コック伊魔平 （演：丸岡奨詞）                                        | 皿投げ             | 長坂秀佳 | 広田茂穂 |
| 6月29日 | 22     | 少年ボクサー 涙の父        | Z団                | ミスターZ （演：若尾義昭）                     | カネアスドレイ （演：戸塚孝）                                        | ボクシング         | 長坂秀佳 | 田中秀夫 |
| 7月06日 | 23     | 大神家一族の三姉妹と天一坊 | 紅狐党             | 紅フォックス （演：小林勝彦）                  | ダンディハリー / 大神天一 （演：南城竜也）                           | 手品               | 長坂秀佳 | 田中秀夫 |
| 7月13日 | 24     | 涙の健 見知らぬ街の恋人    | 天山会             | ドン天山 （演：富田仲次郎）                    | ウリ・ケラー （演：宇田郁馬）                                        | 筮竹投げ           | 長坂秀佳 | 田中秀夫 |
| 7月20日 | 25     | 荒神山 涙の別れ            | 血起党             | 鬼大尉 （演：北町嘉朗）                        | ダルタニアン （演：小沢章治）                                        | 二刀流フェンシング | 長坂秀佳 | 広田茂穂 |
| 8月03日 | 26     | 許せ我が子よ!              | ブラック連合       | ムッシュ神 （演：小笠原弘）                    | ドクウッディ （演：鮎川浩）                                          | 注射、メス         | 長坂秀佳 | 広田茂穂 |
| 8月10日 | 27     | 意外! 飛鳥殺しの犯人?!     | おろち党           | ボス蛇丸 （演：高杉玄）                        | 風の右近 （演：山本昌平） 雷の左近 / 綾子 （演：種村まり子）         | 弓矢 カメラ        | 長坂秀佳 | 広田茂穂 |
| 8月24日 | 28     | そして、誰も居なくなる     | 邪悪党             | 悪天坊 （演：滝波錦司）                        | ブラックローズ （演：桐嶋好夫）                                      | 手裏剣             | 長坂秀佳 | 田中秀夫 |
| 8月31日 | 29     | 父母なき子 涙の復讐        | 赤永会             | 闇の黒兵衛 （演：堀田真三）                    | テニスの陣太郎 （演：畠山麦）                                        | テニス             | 長坂秀佳 | 田中秀夫 |
| 9月14日 | 30     | 悲しき生と死の間に         | グレン団           | キングボー （演：大泉滉）                      | ガラバー （演：田所千津子）                                          | 槍                 | 長坂秀佳 | 田中秀夫 |
| 9月21日 | 31     | 対決! 真犯人首領L?         | ―                  | 首領L                                          | 竜天丸（演：仙波和之） 竜海丸（演：佐藤好将） 竜山丸（演：守屋俊志） | 仕込みマシンガン   | 長坂秀佳 | 広田茂穂 |
| 9月28日 | 32     | さらば斗いの日々、そして   | ―                  | 総統D                                          | 竜天丸（演：仙波和之） 竜海丸（演：佐藤好将） 竜山丸（演：守屋俊志） | 仕込みマシンガン   | 長坂秀佳 | 広田茂穂 |

## 放送局
- 東京12チャンネル（現・テレビ東京）：水曜 19:30 - 20:00
- 札幌テレビ：土曜 17:00 - 17:30（1977年2月12日 - 10月8日）[54]
- 東日本放送：土曜 7:30 - 8:00[55]
- 新潟放送：水曜 17:00 - 17:30（1977年2月 - 3月） → 水曜 16:30 - 17:00（1977年4月 - 10月）[56]
- 富山テレビ：月曜 16:45 - 17:15[57]
- 長野放送：金曜 18:00 - 18:30[58]
- 静岡放送
- 中部日本放送：木曜 17:30 - 18:00 (1977年2月 - 3月) → 木曜 17:25 - 17:55 (1977年4月 - 9月)
- 関西テレビ：日曜 11:00 - 11:30
- 広島テレビ：土曜 18:00 - 18:30（1977年2月19日 - 4月2日、3月5日は休止）→ 土曜 7:00 - 7:30（4月9日 - 7月2日）→ 月曜 - 金曜 8:25 - 8:55（11月16日 - 12月5日、11月23日は休止）[59]
- テレビ愛媛：火曜 17:55 - 18:25[60]
- テレビ西日本：土曜 18:00 - 18:30[注釈 18]
  - 九州朝日放送（TVQ九州放送開局前後に再放送）
- 熊本放送：木曜 17:00 - 17:30

## 他媒体展開

### 映像ソフト化
※すべて東映ビデオより発売。
- ビデオ（VHS、セル・レンタル共通）は傑作選の全4巻がリリースされている[61]。
- 1993年10月から1994年4月にかけて、LDが発売。全4巻、各2枚組。各巻8話収録[61]。最終巻である第4巻の発売にさきがけたインタビューにて、宮内洋は初回出荷分全部の商品に直筆サインを入れることを表明、明言通りに初回出荷分全品の表ジャケットに金色マジックペンで直筆サインを入れた。
- 2000年2月21日にVHSとLDで総集編『快傑ズバットメモリアル』が発売された[62]。
- 2004年9月21日にDVD-BOXが発売。
- 2008年1月21日から3月21日にかけて単品のDVDが発売された。全3巻の各2枚組で各巻11話（Vol.3のみ10話）収録。
- 2008年7月21日発売の『石ノ森章太郎 生誕70周年 DVD-BOX』に第1話が収録されている。

### CS放送
東映チャンネル
- 1999年5月 - 9月
- 2000年1月 - 2月
- 2014年10月 - 2015年1月
- 2016年10月 - 2017年2月
- 2025年3月 -

「アンコールアワー」枠にて放送された2000年の放送時を除き、いずれも「石ノ森章太郎劇場」枠にて放送。
ファミリー劇場
- 2002年8月 - 2003年4月
- 2003年6月（アンコール放送）

2002年秋の番組宣伝、キャンペーンクイズ出題には宮内洋が登場し、2003年2月に放送された広報番組『ファミリー探検隊』にも宮内がゲスト出演している。

### ネット配信
2012年11月5日から2013年2月24日まで、YouTubeの「東映特撮 YouTube Official」にて全32話が配信されたほか、2014年8月4日から11月23日まで再配信が行われた。

### テレビ作品
『ナンバーワン戦隊ゴジュウジャー』
第10話で本作品の映像が流用された。

### 映画作品
『オーズ・電王・オールライダー レッツゴー仮面ライダー』
『仮面ライダーオーズ/OOO』と『仮面ライダー電王』の映画作品。仮面ライダー以外のヒーローの代表として、キカイダー・キカイダー01・イナズマンとともに登場。Z剣で敵をZ字に切り裂く必殺技ズバットビュートをジェネラルシャドウに放つ。素顔こそ登場しないが、本作品と同じく宮内洋が声を当てている。

### 小説作品
小説『S.I.C. HERO SAGA KAMEN RIDER OOO EDITION -OOZ-』
『オーズ・電王・オールライダー』の後日談で、ズバットが登場。火野映司と結城丈二の前に現れる。結城は仮面ライダーV3こと風見志郎と見間違えたが、機械を狂わせるショッカー首領の能力が効果を成さなかったため、風見とは異なり改造人間ではないことが明示されている。
作中でその正体が言及されることは無かったが、「Zのカードを持つ」「総統D率いるダッカーを壊滅させた」という文中の言及から、早川健こと快傑ズバットであることが示唆されている。

### 漫画作品
『テレビランド』では細井雄二がコミカライズを担当。初回はシリアスだったが、2回目より2頭身ギャグに路線変更された。
『冒険王』ではすがやみつるが担当。
聖悠紀の作画で『テレビマガジン』1977年4月増刊号に掲載。テレビシリーズ第2話を基にしているが、随所にギャグが挿入される、用心棒がズバットの正体に気付くなどのアレンジが施されている。1981年に徳間書店より刊行された『アニメージュコミックス』の『忍者キャプター』第2巻に収録された。

### テレビゲーム
ヒーロー戦記 プロジェクト オリュンポス
飛鳥五郎が登場。また早川健本人の登場こそないものの、同じく宮内洋が演じていた仮面ライダーV3こと風見志郎が、早川健の格好および設定で登場。同作品では『仮面ライダーアマゾン』に登場するモグラ獣人が用心棒役として勝負するほか、作中で飛鳥五郎を殺したのは、V3の敵役であるドクトルGとなっている。
スーパーヒーロー作戦
スーパーヒーロー作戦 ダイダルの野望
コンパチヒーローシリーズ初登場作。一作目では宇宙刑事ギャバンこと一条寺烈から宇宙刑事アランと見間違えられる台詞がある他、作中では宇宙刑事と行動することも多い。ゲーム内では彼の実力は「日本一」から「宇宙一」に変更された。また同作品のCMでは、同じく宮内洋が演じた風見志郎と早川健の競演がなされている。

### カードゲーム
- スーパーヒーロー戦線 スクランブルデュエル

## パロディ
ズバットとしての客演については、#他媒体展開を参照。
スパイダーマン
早川健にそっくりな刑事・立花豪（演：宮内洋）が、ゲストとして第31話と第39話に登場する。
宇宙刑事ギャバン
宇宙刑事アラン（演：宮内洋）が、早川健そのものの姿で第30話と第31話に登場。ギターではなくショットガンを携帯。
快傑のーてんき
ダイコンフィルム制作の自主制作作品。主人公の名前が早川健（演：武田康廣）で、親友の名が飛鳥五郎（演：岡田斗司夫）など、作品全体が本作品のパロディとしての側面を有する。